# Secretaria General de l'Administració de Justícia
La Secretaria General de l'Administració de Justícia és un òrgan directiu del Ministeri de Justícia que depèn directament de la Secretaria d'Estat de Justícia. S'encarrega de l'impuls, direcció i seguiment de l'Administració de Justícia, de la modernització, ordenació i distribució dels seus recursos humans, materials i financers, les relacions ordinàries amb els seus diferents òrgans i la direcció i impuls dels processos de traspàs de mitjans materials i personals en aquesta matèria, sense perjudici de les competències de la Subsecretaria en la matèria.

## Funcions
D'acord amb el Reial decret 725/2017, les funcions de la Secretaria General són:
- La direcció, coordinació i altres competències que corresponen al Secretari General de l'Administració de Justícia respecte dels Secretaris de Govern i dels altres integrants del Cos de Lletrats de l'Administració de Justícia.
- L'ordenació del compte de dipòsits i consignacions, en relació amb les funcions dels Lletrats d'Administració de Justícia.
- La centralització i consolidació de la informació estadística que hagi de rebre el Ministeri de Justícia a través dels Secretaris de Govern i els Lletrats de l'Administració de Justícia, la participació en l'elaboració del Pla Estadístic Nacional en matèria judicial, així com el tractament i seguiment de les estadístiques relacionades amb l'Administració de Justícia i el suport a la Comissió Nacional d'Estadística Judicial.
- L'elaboració de programes, directrius i instruments per a la modernització de la Justícia i per a la implantació de l'Oficina Judicial, de les Unitats Administratives i de l'Oficina Fiscal, així com l'avaluació del seu procés d'implantació.
- Dissenyar l'estructura bàsica de l'oficina judicial i l'oficina fiscal i aprovar de forma definitiva les relacions de llocs de treball de les oficines judicials i fiscals en tot el territori de l'Estat.
- La implantació i avaluació de programes de qualitat dels serveis en oficines judicials i fiscals.
- L'organització i el funcionament de les oficines judicials i fiscals en matèries pròpies de les competències del departament.
- L'impuls i suport tècnic a la Comissió d'Implantació de l'Oficina Judicial.
- La planificació estratègica, l'adreça i l'execució de la modernització tecnològica dels jutjats i tribunals, del Ministeri Fiscal i dels registres administratius de suport a l'activitat judicial, així com la coordinació de les actuacions en aquesta matèria amb altres administracions, òrgans de l'Estat, corporacions professionals i institucions públiques.
- La gestió del Registre central de penats, del Registre central de rebels civils, del Registre central de responsabilitat penal de menors, del Registre central per a la protecció de les víctimes de la violència domèstica i de gènere, del Registre central de mesures cautelars, requisitòries i sentències no fermes i del Registre central de delinqüents sexuals, així com la gestió de quants altres registres es creuen per la legislació vigent que serveixin de suport a l'activitat dels òrgans judicials i l'impuls per a la seva modernització i la seva connexió amb altres països de la Unió Europea.

## Estructura
De la Secretaria General depenen els següents òrgans:
- Direcció general de Relacions amb l'Administració de Justícia.
- Subdirecció general de Programació de la Modernització.
- Subdirecció general de Noves Tecnologies de la Justícia.
- Subdirecció general de Registres Administratius de Suport a l'Activitat Judicial.
- Gabinet Tècnic de la Secretaria General.

## Secretaris generals
- 2012-2018 Antonio Dorado Picón[2]
- 2018 - Antonio Viejo Llorente[3]